# Бенхамін Роллхайзер
Бенхамін Роллхайзер (ісп. Benjamín Rollheiser, нар. 24 березня 2000, Коронель-Суарес, Аргентина) — аргентинський футболіст, нападник португальської «Бенфіки».

## Ігрова кар'єра

### Клубна
Бенхамін Роллхейзер приєднався до клубної академії столичного «Рівер Плейт» у 2014 році. У 2019 році він підписав з клубом перший професійний контракт і був переведений до першої команди клубу.
У січні 2024 року Роллхейзер на правах оренди до кінця сезону приєднався до португальської «Бенфіки». Орендний договір також передбачав можливість викупу контракту гравця португальським клубом. 29 січня у матчі проти «Ештрели» нападник дебютував у складі «Бенфіки» в чемпіонаті Португалії.
Перед початком сезону 2024/25 португальський клуб підписав з нападником контракт на постійній основі. 19 вересня 2024 року у матчі Ліги чемпіонів проти сербської «Црвени Звезди» Роллхайзер дебютував у єврокубках.

### Збірна
У 2017 році у складі збірної Аргентини (U-17) Бенхамін Роллхайзер брав участь у юнацькому чемпіонаті Південної Америки в Чилі. Також спільно тренувався з національною збірною Аргентини.

## Титули
Рівер Плейт
 Чемпіон Аргентини: 2021
 Переможець Кубка Аргентини: 2019
 Переможець Суперкубка Аргентини: 2019
- Фіналіст Кубка Лібертадорес: 2019